# Genadio de Marsella
Genadio de Marsella fue un sacerdote, teólogo e historiador de Marsella, que vivió en la segunda mitad del siglo V y murió entre los años 494 y 501.

## Obras
Hombre de cierta cultura, conocedor del griego. Según su propio testimonio, escribió: 1) Ocho libros contra todas las herejías; 2) Seis contra Nestorio, patriarca de Constantinopla; 3) Tres contra Pelagio (dos manuscritos mencionan también once libros contra Eutiques); 4) Un tratado sobre el milenarismo; 5) Otro sobre el Apocalipsis, sencillo comentario homilético que figura entre los escritos pseudo-agustinianos; 6) Una carta dirigida al Papa Gelasio I sobre su doctrina en materia de gracia; 7) De ecclesiasticis dogmatibus; 8) De scriptoribus ecclesiasticis, conocida con el nombre De viris illustribus, continuación de la homónima de san Jerónimo.
El De ecclesiasticis dogmatibus es una síntesis de la doctrina católica y hoy los críticos suelen identificarlo con la carta de fide mea, aunque su estilo no es epistolar, ni el contenido una profesión personal de fe. Los capítulos 22 a 32 están tomados a la letra del Indiculus Caelestini, obra probable de Próspero de Aquitania; los capítulos 33 a 37 del XVI Concilio de Cartago (418), y, finalmente, los capítulos 38 a 51 del II Concilio de Orange (529). Se ignora quién fue el autor de esta última inserción.

### De Viris Illustribus
La obra principal de Genadio es el De viris illustribus. Es un catálogo de escritores cristianos del siglo V constituido por 101 capítulos, aunque el texto es defectuoso y en algunos pasajes de autenticidad muy dudosa y tener añadidos por desconocidos redactores, es una fuente de inapreciable valor para el conocimiento de la literatura y autores del siglo V. Czapla excluye por inauténticos los capítulos 96 a 100, pues su presencia no está garantizada por los manuscritos y además el estilo no es de Genadio. 
La obra fue compuesta como del de Jerónimo. Los perfiles que Genadio traza de cada uno de los escritores son breves, pero derivan mayoritariamente de conocimientos directos y suministran un precioso panorama de la vida intelectual y espiritual de la Galia en el siglo V. La obra no fue escrita de una vez unitariamente, sino reuniendo apuntes y fichas, fruto de muchos años de lecturas. Aunque imita el modelo jeronimiano en sus rasgos esenciales, Genadio se separa en otros: porque ya no hace de la cultura greco-latina un objeto de polémica ni un código de referencia inevitable y espontáneo; por el dominante interés eclesiológico; por la inclinación a reagrupar los escritores por la afinidad temática; por la mayor atención prestada a la cultura monástica. Aparecen los representantes de todas las grandes herejías, el autor va indicando los fundadores de las diversas herejías, sus seguidores, los escritores católicos que los refutaron y, a pesar de la brevedad de las anotaciones, muestra estar constante y completamente informado. Las herejías a las que se refiere con más frecuencia son las de Nestorio, Eutiques y Pelagio.
En el aspecto doctrinal revela un sentir ortodoxo. Cree Genadio en un Dios trino y uno. Afirma la consustancialidad de las tres divinas personas; el dogma de la creación; la resurrección de los muertos; la realidad del juicio final; la dicotomía del hombre: alma racional, sustantiva y cuerpo sensible; la inmortalidad del alma; su creación en el tiempo; la unicidad del alma en cada individuo y su vivencia, separada del cuerpo. El libre albedrío pierde en el hombre vigor y lozanía con el pecado de Adán, pero permanece la libertad de elección, pues incluso en el hombre caído hay un deseo de salvación y un esfuerzo en el bien obrar, previa la inspiración de lo alto.
Los autores, con rara unanimidad, afirman que Genadio fue semipelagiano, apoyándose en las alabanzas desorbitadas, sin sombra de reparos, a escritores semipelagianos como Vicente de Lerins o Fausto de Riez, mientras que evita el elogio a Próspero de Aquitania, por impugnar las Colaciones de Casiano.

### Liber Ecclesiasticorum dogmatum
Atribuido en otro tiempo a Agustín o a Isidoro de Sevilla, es un compendio de los principales dogmas cristianos y refuta rápidamente las herejías más importantes. Tampoco aquí se pueden reconocer desviaciones pelagianas. Genadio ha sido también propuesto como autor de una pequeña colección canónica llegada hasta nosotros con el título de Statua ecclesiae antiqua. 